# Brunonia australis
Brunonia australis é uma erva perene que cresce amplamente na Austrália.  Aparece em zonas arbustivas, bosques abertos e planícies arenosas. Tinha um só membro na família Brunoniaceae antes do sistema APG II de onde se moveu para a família Goodeniaceae.
As folhas têm cerca de 1 dm de comprimento, crescendo desde a  base. A floração é usualmente na Primavera, com grupos hemisféricos de flores azuis desenvolvidas num talo de cerca de 5 dm de altura.

## Cultivo
Muito fácil de propagar em semente ou dividindo plantas existentes. No entanto, podem ter dificuldades de estabelecer-se e morrer em poucos anos. Necessitam solos bem drenados, a sol total ou meia sombra.